# Amata phoenicozona
Amata phoenicozona är en fjärilsart som beskrevs av George Francis Hampson 1897. Amata phoenicozona ingår i släktet Amata och familjen björnspinnare. Inga underarter finns listade i Catalogue of Life.